# Anna Jabłonowska

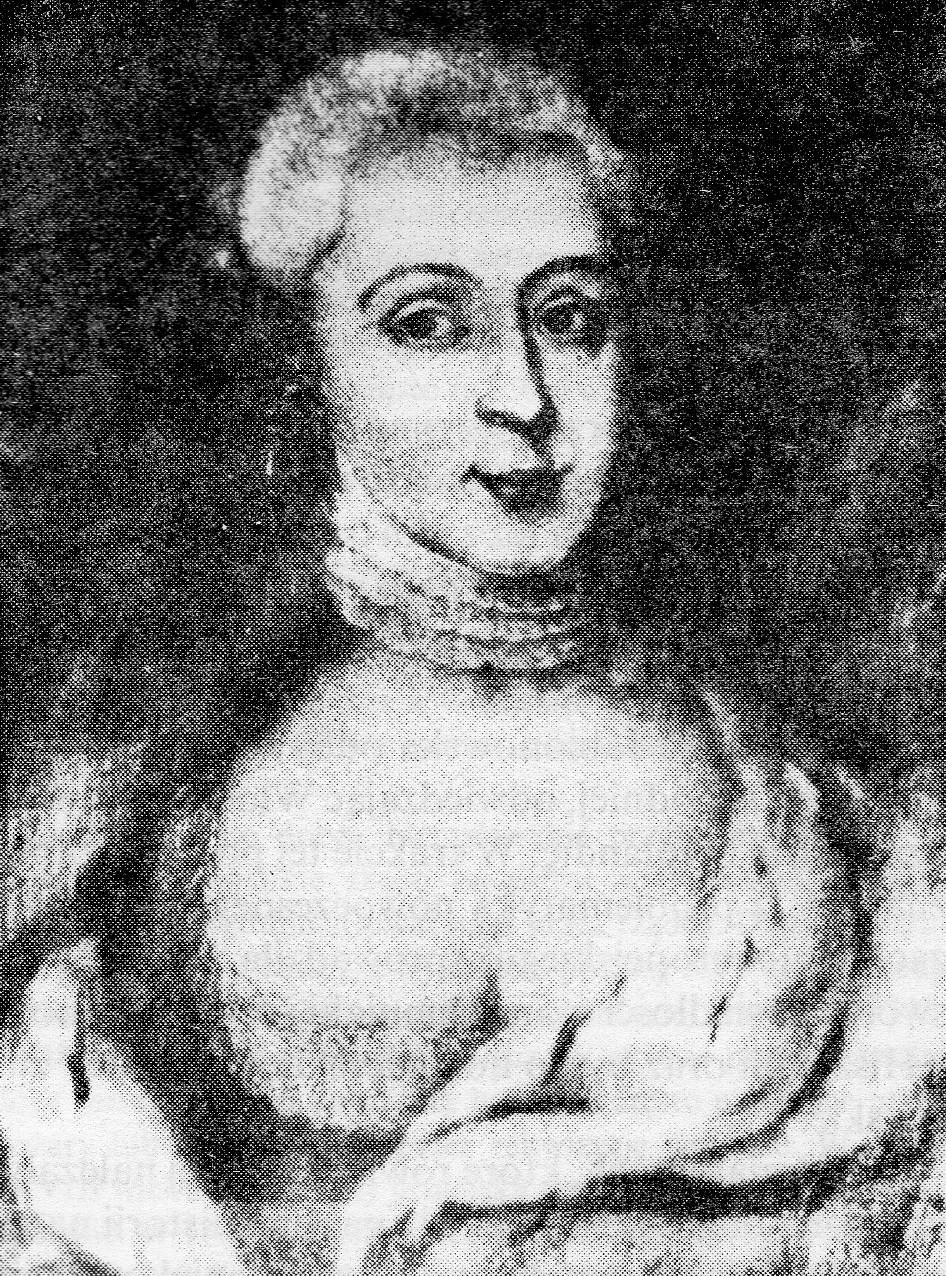
Anna Jablonowska

Anna Jabłonowska, född 27 juni 1728, död 7 februari 1800, var en polsk adelskvinna och politiker. 
Hon stod i opposition till kung Stanisław II August Poniatowski och var en av betydelsefull anhängare till Barkonfederationen (1768-1772), till vilkens favör hon tjänstgjorde som diplomat vid hoven i Wien och Paris. Hon var berömd i det samtida Europa för sitt bibliotek och sin naturaliesamling i sin residensstad Kock, dit hon inbjöd vetenskapsmän från hela Europa och gjorde till ett vetenskapligt centrum. Hon var också välkänd för de sociala inventioner och den industrialisering hon genomförde på sina vidsträckta landområden som polsk magnat. 